# 이브 온라인
《이브 온라인》(EVE Online)은 CCP에서 개발한 게임으로 우주를 배경으로 하는 MMORPG이다. 전 세계에 단일 서버로 동시 접속 3만여 명의 이상이 플레이를 하며, 중국만 해당 국가 법률 등의 이유로 별도의 서버로 운영되고 있다. 현재 게임 개발은 아이슬란드에 본사를 두고 있는 CCP Games에서 하고 있으며, 서버는 영국에서 운영되고 있다.이브 온라인의 배경은 7000개의 항성개로 이루어진 뉴에덴에서 일어난다. 게이머는 캡슐리어로 불멸을 쟁취한 특별한 사람들이다. 함선을 조종하는게 아니라 뇌로 연결되어 생각으로 조종하는 것이다. 당신은 이 세계에서 제작, 운송, 미션, 트레이딩, 해적, PVP와 같은 컨텐츠를 즐길 수 있다.

## 평가
| 통합 점수     | 통합 점수                 |
| 통합사        | 점수                      |
| ------------- | ------------------------- |
| 게임랭킹스    | 74.50% 89.33% (Apocrypha) |
| 메타크리틱    | 69% 88% (Apocrypha)       |
| 평론 점수     |                           |
| 평론사        | 점수                      |
| 에지          | 8/10                      |
| 게임 레볼루션 | B+                        |
| 게임스팟      | 8/10                      |
| 게임스파이    | [ 8 ]                     |
| 게임존        | 8.8/10                    |
| IGN           | 8/10                      |
| PC Magazine   | [ 11 ]                    |

| 수상   | 수상                                          |
| 평론사 | 수상                                          |
| ------ | --------------------------------------------- |
|        | MMORPG.com Best Over All Game 2007            |
|        | Best MMO of 2008 Beckett Massive Online Gamer |
|        | MMORPG.com Game of the Year 2009              |
|        | MMORPG.com Game of the Year 2010              |
|        | MMORPG.com Game of the Year 2011              |